# Sagāz
Sagāz (persiska: سگاز) är en ort i Iran.   Den ligger i provinsen Kermanshah, i den nordvästra delen av landet, 400 km väster om huvudstaden Teheran. Sagāz ligger 1 286 meter över havet och antalet invånare är 470.
Terrängen runt Sagāz är varierad.Runt Sagāz är det ganska tätbefolkat, med 185 invånare per kvadratkilometer. Närmaste större samhälle är Harsīn, 19,1 km sydost om Sagāz. Trakten runt Sagāz består till största delen av jordbruksmark.